# Antoni Basta
Antoni Basta (ur. 10 lipca 1946 w Tabaszowej, zm. 1 stycznia 2025) – polski lekarz ginekolog, profesor nauk medycznych.

## Życiorys
W 1964 ukończył I Liceum Ogólnokształcące im. Jana Długosza w Nowym Sączu, w 1972 studia medyczne na Akademii Medycznej w Krakowie. Od 1973 pracował na macierzystej uczelni, w 1976 uzyskał I stopień, w 1978 II stopień specjalizacji w ginekologii i położnictwa, w 1979 obronił pracę doktorską Wpływ chlorku metylortęciowego na jajniki szczurzyc napisaną pod kierunkiem Andrzeja Miecznikowskiego, w 1992 uzyskał na podstawie pracy Znaczenie infekcji wirusowej (HPV) oraz obniżonego poziomu witaminy A w surowicy krwi jak i niektórych czynników osobniczych i środowiskowych w morfogenezie raka szyjki macicy stopień doktora habilitowanego, w 2000 tytuł profesora. Kierował Katedrą Ginekologii i Położnictwa (od 1997) oraz Kliniką Ginekologii i Onkologii Collegium Medicum Uniwersytetu Jagiellońskiego (od 2000). W 2016 przeszedł na emeryturę.
Był prezesem Zarządu Głównego Polskiego Towarzystwa Kolposkopii i Patofizjologii Szyjki Macicy, prezesem Zarządu Głównego Polskiego Towarzystwa Ginekologii Onkologicznej (2014–2017) i wiceprezesem Zarządu Głównego Polskiego Towarzystwa Ginekologów i Położników (2004–2006). 
Zmarł w Krakowie, pochowany 8 stycznia 2025 na cmentarzu Salwatorskim (sektor K-1-18).

## Odznaczenia
- Odznaka „Honoris Gratia”
- Srebrny Medal „Plus ratio quam vis” (2016)[6]